# Diodogorgia
Diodogorgia is een geslacht van neteldieren uit de klasse van de Anthozoa (bloemdieren).

## Soorten
- Diodogorgia capensis (Thomson, 1911)
- Diodogorgia nodulifera (Hargitt & Rogers, 1901)
- Diodogorgia sibogae Stiasny, 1941